# Rozhlad
Rozhlad (Panorama) subtitulada Serbski Kultúrny časopis (revista cultural sòraba) és una revista mensual en sòrab editada des de 1950, i que conté articles tant en alt sòrab com en baix sòrab.
La revista ha conegut precursors com Lužica (1860-1881) i Lužica (1882-1937). Això significa gairebé 150 anys de tradició editorial, només interrompuda pels nazis, i fou clausurada després de la Segona Guerra Mundial. Publica articles de manera imparcial sobre activitats culturals, artístiques, de les minories nacionals i les preocupacions dels sòrabs. També publica poemes i contes curts d'escriptors sòrabs, articles relacionats amb la vida quotidiana i l'artesania sòrab, i ressenyes d'altres publicacions sòrabs. Rozhlad també vol ser un pont cap a altres minories lingüístiques i nacionalse eslaves occidentals 
Les publicacions actuals sòrab es va revisar a la revista. Rozhlad és també un pont cap a altres minories lingüístiques eslaves occidental (polonès, txec, etc.). Fins i tot hi publiquen texts a Rozhlad autors d'expressió alemanya traduïts pel diari al sòrab. El diari és publicat per l'editorial Domowina a Bautzen. L'actual directora és Jěwa-Marja Čornakec. La publicació compta amb nou treballadors.
El seu tiratge el 2004 va ser al voltant de 610 exemplars, la qual cosa vol dir que arriba al 5% de les llars sòrabs. El Ministeri de l'Interior alemany ha esmentat el diari en l'informe de 2005 al Conveni Europeu per a la Protecció de les Minories d'Europa. El finançament de la revista, però, és precari i sovint amenaçat. La revista també se sensibilitza amb crida a la solidaritat en la defensa contra les amenaces que pateixen la cultura i el medi ambient dels sòrabs.